# 曾贊學
曾贊學（Janzen Tsang，1991年3月28日—），曾為亞洲電視《亞洲星光大道3》的參賽者。2018年參加ViuTV《Good Night Show全民造星》，並在30強止步。

## 作品

### 電視演出（亞洲電視）
- 《亞洲星光大道3》（參賽者）

### 電視節目（ViuTV）
依首播時間排序
- 《Good Night Show全民造星》（參賽者）
- 《樂齡日記》（主持）
- 《晚吹－有病有真相》（第76至第78集主持）
- 《林盧去追星》（主持）[2]
- 《晚吹－啪啪 Partner》主持（第27至第52集主持）
- 《今日疫情》（外景主持）
- 《埋嚟睇 埋嚟玩》（主持）
- 《Chill Club 推介》（主持）
- 《大發夢家》（主持）
- 《外餸》（主持）
- 《轉機 ON AIR》（外景主持）
- 《樂齡日記 3》（主持）
- 《對號入座》（主持）
- 《學神出沒注意》（主持）
- 《ViuTV 5周年：繼續向前》
- 《山旮旯實習生》（主持）
- 《囝囝女女730》（主持／嘉賓）
- 《黃金興趣班》（主持）
- 《創文館》（主持,第33集開始）
- 《搵食考快Cert.》（主持）
- 《家務神隊友》（主持）
- 《公司冇逼我跑馬拉松》
- 《香港小B選舉》（主持）

### 電視劇（ViuTV）
- 2019年：《娛樂風雲》飾 Albert
- 2020年：《黑市－全家覆》飾 主持人
- 2020年：《黑市－正能量》飾 女死者男友龍
- 2020年：《暖男爸爸》飾 Chok
- 2021年：《太平紋身店》飾 凌虎
- 2022年：《季前賽》飾 阿龍
- 2022年：《繩角》飾 車師兄
- 2023年：《和解在後》飾 歐陽信庭
- 2023年：《社內相親》飾 凱源
- 2024年：《無人之境》 飾 阿膽
- 2025年：《三命》 飾 出版社員工

## 音樂作品
- I am going on

## 外部連結
- 亞洲星光大道3 參賽者簡介
- Janzen 個人Facebook
- 曾贊學的新浪微博